# Hipposideros larvatus
Hipposideros larvatus је сисар из реда слепих мишева и фамилије Hipposideridae.

## Угроженост
Ова врста није угрожена, и наведена је као последња брига јер има широко распрострањење.

## Распрострањење
Ареал врсте покрива средњи број држава. 
Врста је присутна у Кини, Индији, Тајланду, Лаосу, Бурми, Вијетнаму, Малезији, Индонезији, Бангладешу, Камбоџи и Француској.

## Станиште
Станиште врсте су шуме. 
Врста је по висини распрострањена од нивоа мора до 2000 метара надморске висине.